# Хелмский повет
Хелмский повет (пол. Powiat chełmski) — повет (район) в Польше, входит как административная единица в Люблинское воеводство. Центр повета — город Хелм (в состав повята не входит). Занимает площадь 1779,64 км². Население — 79 377 человек (на 31 декабря 2015 года).

## Административное деление
- города: Реёвец-Фабрычны
- городские гмины: Реёвец-Фабрычны
- городско-сельские гмины: Седлище
- сельские гмины: Гмина Бялополе, Гмина Хелм, Гмина Дорохуск, Гмина Дубенка, Гмина Камень, Гмина Леснёвице, Гмина Реёвец, Гмина Реёвец-Фабрычны, Гмина Руда-Хута, Гмина Савин, Гмина Вежбица, Гмина Войславице, Гмина Жмудзь

## Демография
Население повята дано на 31 декабря 2015 года.
| Перепись            | Всего | Мужчины | Женщины |
| ------------------- | ----- | ------- | ------- |
| Всего               | 79377 | 39124   | 40253   |
| Городское население | 4445  | 2178    | 2267    |
| Сельское население  | 74932 | 36946   | 37986   |